# Dinnetherium
Dinnetherium is een geslacht van uitgestorven Mammaliaformes, mogelijk behorend tot de morganucodonten. Het leefde in het Vroeg-Jura (Sinemurien, ongeveer 195 - 190 miljoen jaar geleden) en zijn fossiele overblijfselen zijn gevonden in Noord-Amerika.

## Naamgeving
De typesoort Dinnetherium nezorum is in 1983 benoemd door Farish A. Jenkins, Alfred Walter Crompton and William R. Downs. De geslachtsnaam verbindt de Dinne, zoals de Navajo zichzelf noemen, met een Grieks therion, 'dier'. De soortaanduiding eert het gezin Nez uit Gold Spring; de vindplaats is de Gold Spring Quarry 1. 
Het holotype is MNA V3221, een rechteronderkaak met daarin nog vier tanden, gevonden in de Kayentaformatie in Arizona, in Coconino County. De specimina MCZ V20870-20877 werden toegewezen.

## Beschrijving
Dinnetherium is alleen bekend van de overblijfselen van tanden en kaken, en het is daarom onmogelijk om het uiterlijk getrouw te reconstrueren. De gevonden fossielen lijken in ieder geval erg op die van de bekendere Morganucodon en Megazostrodon: zo moet Dinnetherium een klein, op een spitsmuis lijkend diertje zijn geweest, zo'n tien tot vijftien centimeter lang. Dinetherium werd gekenmerkt door molariforme tanden met drie primaire knobbels die van voor naar achter waren uitgelijnd. De centrale knobbel was hoger dan die van Kuehneotherium. Dinetherium werd ook gekenmerkt door een dentarium met een verlenging van de onderste buitenwand in de vorm van een flens aan de laterale rand; er was ook een pseudoangulair uitsteeksel aanwezig, in tegenstelling tot wat aangetroffen wordt bij Triconodon en Amphilestes.

## Fylogenie
Aanvankelijk toegeschreven met enige onzekerheid aan de orde van de Triconodonta, werd Dinnetherium later opgenomen in de familie Morganucodontidae. Latere studies hebben in plaats daarvan de kenmerken ervan voldoende geacht om het in een eigen orde op te nemen (Dinnetheria), waarvan de verwantschappen met de andere mammaliaformen uit het Mesozoïcum niet erg duidelijk zijn (Averianov en Lopatin, 2011).